# Patagonia sin Represas
«Patagonia Sin Represas» es un movimiento nacido en Chile, compuesto por distintas organizaciones que buscan oponerse a la construcción de plantas hidroeléctricas en la Región de Aysén, donde se encuentra una flora y fauna endémica. Impulsado desde el año 2006 por el ecologista y empresario estadounidense Douglas Tompkins (1943-2015) y liderado por el músico ambientalista Juan Pablo Orrego, la principal misión del organismo fue enfrentar la realización del proyecto HidroAysén durante 11 años, hasta la cancelación definitiva del mismo en 2017 debido a las constantes muestras de desaprobación por parte de la población y entidades medioambientales como Greenpeace, Terram, Chilesustentable, la Coalición Ciudadana por Aysén Reserva de Vida y un sinnúmero de agrupaciones que apoyaron la iniciativa.

## Orígenes
A partir del año 2006, tras el anuncio del proyecto HidroAysén (que buscaba la construcción de cinco centrales hidroeléctricas entre los Ríos Baker y Pascua en la Región de Aysén), organizaciones sociales y medioambientales manifestaron su inquietud sobre el impacto que su realización tendría dentro del ecosistema local. Así se inició una campaña de concientización sobre la importancia de la Patagonia y las razones para oponerse al proyecto.
Las primeras representaciones del movimiento fueron intervenciones fotográficas de las Torres del Paine, sector de la Patagonia reconocido como el quinto lugar más hermoso del mundo por National Geographic en el año 2013, en las que hileras de torres de alta tensión interrumpían el paisaje. Con las consignas escritas: “Patagonia Chilena ¡Sin Represas!” y “Aquí Sería Inaceptable, En Aysén También” buscando provocar la sensación de amenaza y concientizar sobre la necesidad de proteger este lugar de la intervención del hombre.
El movimiento contaba con el apoyo de organizaciones ambientales como el Natural Resources Defence Council, las intervenciones se hicieron masivas y diversas,  apareciendo en los diarios escritos y llegando a la televisión a través de un anuncio que representaba, de manera audiovisual, la tala de un bosque para la construcción de torres de líneas de alta tensión. Llegó también al ámbito literario con la editorial Ocho Libros, que publicó “Patagonia Chilena ¡Sin Represas!” en 2007.

## Masificación del movimiento y protestas
Entre 2009 y 2010, el movimiento alcanzó un apoyo significativo de la población, representado en forma de pequeñas marchas en el territorio nacional. En 2011 la adhesión se incrementó de manera exponencial, dando paso a un año marcado por movilizaciones estudiantiles y ambientalistas  luego de la aprobación del proyecto a principios de mayo, e incluso la banda rock fusión mapuche "nativos" compuso la canción "bajo la cruz del sur" en apoyo a Patagonia sin represas.
La difusión alcanzó al público internacional el día 11 de ese mes, gracias a la presentación del grupo Calle 13 en el programa estadounidense Jimmy Kimmel Live!. Mientras interpretaba “El Baile de los Pobres”, Residente, vocalista del conjunto, se quitó la camiseta y mostró su espalda, en la que llevaba escrita la consigna “Patagonia sin Represas”.
Convocada por Acción Ecológica y otras organizaciones, el día 24 se realizó una marcha de Patagonia sin Represas en la Región Metropolitana, paralela a la que se realizaba en la Región de Valparaíso a las afueras del Congreso Nacional. Esta manifestación contra HidroAysén fue apoyada por doce parlamentarios de la época, como Guido Girardi y Carlos Bianchi.
En la protesta, los asistentes se presentaron con pancartas a favor de la protección de la Patagonia y contra el proyecto Hidroaysén, impulsado por Endesa Chile (filial de Endesa España y Colbún). También asistieron asociaciones de estudiantes y grupos mapuche.
Al rechazo de una parte de la población y dirigentes ambientalistas se le sumó el rechazo por parte del exministro de Medio Ambiente, Pablo Badenier, en 2014, negando la posible construcción del proyecto hidroeléctrico.
La iglesia optó por tomar un rol más mediador, llamando al diálogo y a tomar una decisión más allá del interés económico.
El 20 de enero del 2016, un grupo de trescientas personas se reunió en la plaza de armas de Coyhaique, con el motivo de manifestarse contra el fallo a favor de la Central Hidroeléctrica ubicada en Rio Cuervo. Esta movilización recibió el apoyo de organizaciones medioambientales y sociales mencionando una vez más la consigna “Patagonia Sin Represas”. La jornada también contó con el apoyo del alcalde de la localidad, Alejandro Huala.
El 17 de noviembre de 2017, el proyecto hidroeléctrico Hidroaysén llegó a su fin tras 10 años de tramitación. Las empresas Colbún y Enel anunciaron su renuncia a los derechos del agua, además de ponerle fin a la construcción en la Patagonia.

## Difusión en Internet
Desde sus inicios, en 2007, El Consejo de Defensa de la Patagonia se encargó de masificar su campaña hacia los usuarios de internet a través de redes sociales y su sitio web oficial, donde plasmaron todo tipo de manifestaciones y preocupaciones desde la voz de la defensa. Al escribir la consigna en un buscador, los resultados dan cuenta de diversas páginas independientes que defienden la causa, en las cuales los usuarios se dedicaron a compartir información y contenidos difundidos a lo largo de Internet durante el apogeo del movimiento.
Tras la aprobación del proyecto HidroAysén en mayo de 2011, diversas manifestaciones en su contra fueron convocadas a través de redes sociales como Twitter y Facebook, que cumplieron un rol fundamental en la masificación de la campaña Patagonia Sin Represas, pasando de ser un movimiento regional a uno de carácter nacional.